# Medardo Duarte
Medardo Duarte – wenezuelski judoka.
Brązowy medalista igrzysk Ameryki Południowej w 2010 roku.